# Beurre à l'ail
Ne doit pas être confondu avec le beurre d'escargot.
Le beurre à l'ail est un beurre composé parfumé à l'ail. 

## Préparation

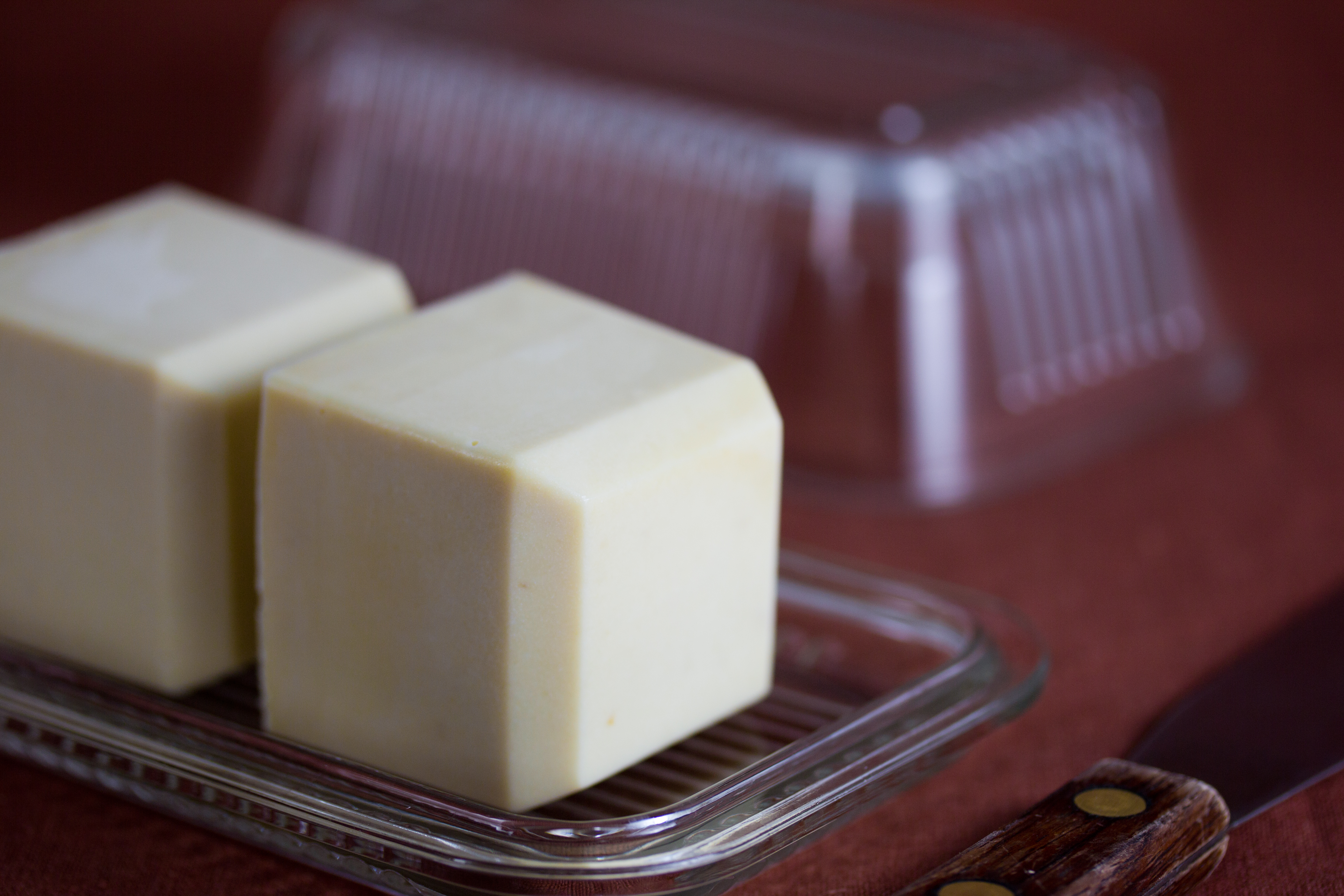
Carrés de beurre à l'ail.

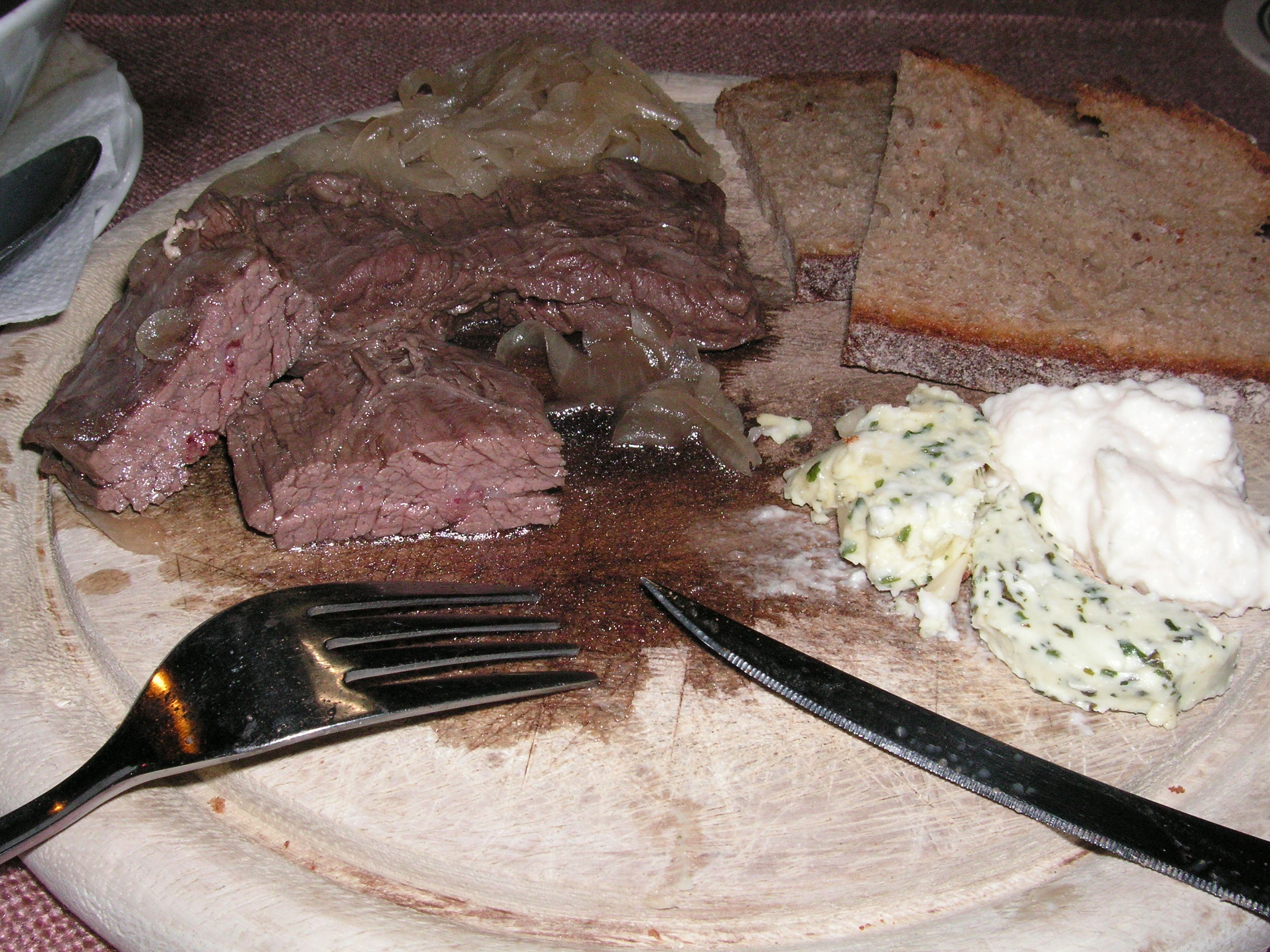
Servi avec du beurre composé (aux herbes et à l’ail) et du raifort, des rondelles d’oignon, du pain de seigle, le Kronfleisch est un plat traditionnel bavarois.

Le beurre à l'ail est une association de beurre doux, de sel et d'une à deux cuillères à soupe d'ail frais ou d'ail en poudre.
Il peut relever les viandes grillées. Il peut également être consommé en accompagnement d'autres mets, comme le homard ou le bolo do caco sur l'archipel de Madère. 

## Sauce au beurre à l'ail
Selon Alexandre Viard, auteur d'un livre de recettes paru en 1808, la sauce au beurre à l'ail se base sur la confection du beurre à l'ail, ajouté à du velouté.